# Klagstorp
Klagstorp est une localité suédoise située dans la commune de Trelleborg en Scanie.
Sa population était de 596 habitants en 2019.